# 坂野上啓
坂野上 啓（さかのうえ けい、1927年2月16日 - 2007年9月21日）は、日本の経営者。中央信託銀行社長を務めた。

## 来歴・人物
新潟県出身。1950年に東北大学法学部を卒業し、同年に東海銀行に入行。1962年6月に中央信託銀行に転じ、1975年11月に取締役に就任し、1978年12月に常務、1981年12月に専務、1985年6月に副社長を経て、1987年3月に社長に就任。1993年3月に会長に就任し、1995年6月に取締役相談役、1996年6月に相談役を経て、1999年6月から特別顧問を務めた。
2007年9月21日に脳出血のために死去。80歳没。